# Schufa

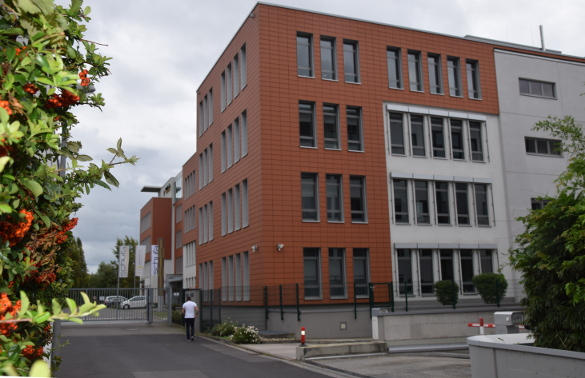
Hauptverwaltung der SCHUFA Holding AG in Wiesbaden-Schierstein

Die Schufa Holding AG (Eigenschreibweise SCHUFA, vormals SCHUFA e. V. Schutzgemeinschaft für allgemeine Kreditsicherung) ist eine privatwirtschaftliche deutsche Wirtschaftsauskunftei mit Sitz in Wiesbaden. Zu den Aktionären gehören Kreditinstitute, Handelsunternehmen und sonstige Dienstleister. Ihr Geschäftszweck ist, ihre Vertragspartner mit Informationen zur Bonität (Kreditwürdigkeit) Dritter zu versorgen.
Die Schufa verfügt über 943 Millionen Einzeldaten zu 67,9 Millionen natürlichen Personen und zu 6 Millionen Unternehmen. Die Schufa bearbeitet jährlich mehr als 165 Mio. Anfragen zur Kreditwürdigkeit. Davon sind 2,7 Millionen Auskünfte an Verbraucher, die ihre Daten einsehen wollen. Sie beschäftigt rund 900 Mitarbeiter (Stand: 2019).

## Geschichte
Die Berliner Städtische Elektrizitäts-Aktiengesellschaft (BEWAG) verkaufte in den 1920er Jahren neben dem Hauptprodukt Strom auch auf Raten finanzierte Haushaltsgeräte. Die Ratenzahlungen wurden damals zusammen mit der Stromrechnung beglichen, und nur regelmäßig zahlende Kunden wurden mit Elektrogeräten versorgt. So entstand ein System zur Beurteilung des Zahlungsverhaltens. Aufgrund der so gesammelten Erfahrungen gründeten der leitende BEWAG-Mitarbeiter Walter Meyer und sein Bruder Kurt Meyer, ein Rechtsanwalt, zusammen mit Robert Kauffmann, dem damaligen geschäftsführenden Vorstand der BEWAG, im Jahr 1927 die Schutzgemeinschaft für Absatzfinanzierung in Berlin; daraus entstand die bis heute gängige Abkürzung „Schufa“. In der Folge entstanden 13 weitere regionale Schufa-Gesellschaften in ganz Deutschland. 1952 wurde die Bundes-Schufa e. V. von den 13 nach dem Zweiten Weltkrieg in Westdeutschland wiedererstandenen Regionalgesellschaften gegründet.
Im Jahr 2000 wurde die Bundes-Schufa e. V. in die Schufa Holding AG umgewandelt und 2002 wurden die Anteile der acht Regionalgesellschaften auf die Schufa Holding übertragen. Deren Vorstand besteht aus drei Personen, der Aufsichtsrat aus neun Personen, von denen drei selbst Mitarbeiter der Schufa sind. Die Schufa Holding ist mehrheitlich im Besitz von Banken. Seit 2004 bietet die Schufa neben Informationen zu einzelnen Personen auch Bonitätsauskünfte über Unternehmen an, um die Geschäfte zwischen den Firmen sicherer zu machen. Im Jahr 2005 wurde das Internetportal meineSCHUFA.de veröffentlicht, damit können die eigenen Daten online eingesehen werden, welche Unternehmen Daten angefragt oder gemeldet haben.
2008 wurde der SCHUFA-Verbraucherbeirat gegründet. Dieser setzt sich aus Experten von Unternehmen, Politik, Wissenschaft, Institutionen und Verbänden zusammen. Er dient dazu, Verbraucherthemen an die SCHUFA heranzutragen und übergreifend sowie unabhängig zu diskutieren. Seit 2009 bietet die SCHUFA ein neutrales Schlichtungsverfahren für Verbraucher, das sogenannte SCHUFA-Ombudsmann-Verfahren.
2013 wurde die Bildungsinitiative „W² WirtschaftsWerkstatt – Nimm deine Finanzen in die Hand“ gegründet, diese richtet sich an Jugendliche und junge Erwachsene. In erster Linie geht es um Wirtschafts- und Finanzthemen. Im Jahr 2014 startete der SCHUFA-FraudPool, dies ermöglicht Kreditinstituten den Austausch über Betrugsfälle.
Der schwedische Investor EQT bemühte sich 2022 um eine Übernahme der Schufa, scheiterte aber an den Vorkaufrechten der Bestandsaktionäre (Genossenschaftsbanken und Sparkassen). Jedoch plante EQT weiterhin zumindest eine Minderheit der Schufa zu übernehmen, was letztendlich aufgegeben wurde.

## Datenschutz
In den 1970er-Jahren wurde die Schufa-Kartei auf elektronische Datenverarbeitung umgestellt und fiel seit 1977 unter das im selben Jahr beschlossene Bundesdatenschutzgesetz.
Auf Initiative des Berliner Verbraucherschutzvereins erließ der Bundesgerichtshof 1985 das „Schufa-Urteil“ (BGH-Urteil vom 19. September 1985, siehe BGHZ 95, S. 362 ff.), wonach Kundendaten nur dann an die Schufa übermittelt werden dürfen, wenn die Kunden einverstanden sind, die sogenannte „Schufa-Klausel“. Diese Regelung wurde durch Einführung der Datenschutz-Grundverordnung gegenstandslos, da nach ihr alleine das berechtigte Interesse der Unternehmen ausreicht, um Daten an die Schufa zu übermitteln.
Seit dem 1. April 2010 ist die Datenübermittlung in § 28a BDSG geregelt. Danach dürfen personenbezogene Daten über eine Forderung nur übermittelt werden, wenn die Forderung durch Urteil festgestellt ist oder ein Vollstreckungstitel gem. § 794 ZPO vorliegt, die Forderung unbestritten in der Insolvenztabelle festgestellt ist, der Schuldner die Forderung ausdrücklich anerkannt hat oder wenn der Betroffene nach Eintritt der Fälligkeit mindestens zweimal schriftlich gemahnt wurde, zwischen der ersten Mahnung und der Meldung an die Schufa mindestens vier Wochen liegen, die Übermittlung der Daten an die Schufa rechtzeitig angedroht wurde und der Betroffene die Forderung nicht bestritten hat.
Die Schufa speichert auch Angaben aus öffentlichen Verzeichnissen und amtlichen Bekanntmachungen, so beispielsweise die Abgabe einer eidesstattlichen Versicherung im Rahmen der zivilrechtlichen Zwangsvollstreckung. Dies gilt aufgrund der Öffentlichkeit dieser Daten als datenschutzrechtlich unbedenklich. § 850k Abs. 8 Zivilprozessordnung (ZPO) ermächtigt die Schufa explizit, das Bestehen von Pfändungsschutzkonten zu speichern. Der Gesetzgeber musste aufgrund des akuten Missbrauchs dieser Vorschrift durch die Auskunfteien und Banken diese Vorschrift nachbessern. Nun dürfen die Auskunfteien diese Angabe ausdrücklich nur verwenden, um Kreditinstituten auf Anfrage Auskunft darüber zu erteilen, ob die betroffene Person ein weiteres Pfändungsschutzkonto unterhält. Die Erhebung, Verarbeitung und Nutzung zu einem anderen Zweck ist auch mit Einwilligung der betroffenen Person unzulässig.

## Datenspeicherung
Die Schufa ermittelt die von ihr eingestellten Daten nur teilweise selbst. Im Regelfall liefern Banken und andere Vertragspartner Daten über ihre Kunden an die Schufa. Einige Daten beschafft sich die Schufa selbst; zum Beispiel Daten aus öffentlichen Quellen, etwa den Schuldnerverzeichnissen der Amtsgerichte. Ob diese Daten ohne Einwilligung des Betroffenen digitalisiert werden dürfen, gilt als umstritten. Einerseits handelt es sich beim Schuldnerverzeichnis um eine öffentliche Datenbank. Andererseits wird das Einstellen von Daten eines Gerichtes in eine rein privat betriebene Datenbank und deren Digitalisierung kritisiert.
Seit Inkrafttreten der Datenschutz-Grundverordnung (DSGVO) dürfen Unternehmen Daten auch ohne explizite Zustimmung der Betroffenen an die Schufa weitergeben. Ein einfacher, schriftlicher Hinweis zur Datenweitergabe genügt. Die Datenweitergabe wird mit dem berechtigten Interesse nach Art. 6 Abs.1 f DSGVO begründet.

### Privatkunden
Folgende Daten werden bei natürlichen Personen (Privatkunden) gespeichert:

#### Kontaktdaten
- Name, Vorname, Geburtsdatum, Geschlecht, (Geburtsort), (Geburtsname)
- aktuelle Anschrift, frühere Anschriften (somit auch „Umzugsverhalten“[14])

#### Art, Gegenstand und Zahlungsbedingungen des jeweiligen Geschäfts
- Kredit- und Leasingverträge mit Betrag und Laufzeit
- Eröffnung von Konten (Girokonto, Pfändungsschutzkonto)
- ausgegebene Kreditkarten
- Einrichtung von Telekommunikationskonten (Laufzeitverträge), insbesondere Mobiltelefonverträge
- Kundenkonten des Handels, Versandhandels

#### Abweichendes Zahlungsverhalten
- Forderungen, die fällig, ausreichend gemahnt und nicht bestritten sind
- Forderungen nach gerichtlicher Entscheidung und deren Erledigung

#### Missbrauch
- Missbrauch von Konten / Kreditkarten nach Nutzungsverbot

#### Angaben aus öffentlichen Verzeichnissen, amtlichen Bekanntmachungen
- Abgabe der Eidesstattlichen Versicherung (aus dem Schuldnerverzeichnis)
- Haftbefehl zur Abgabe der Eidesstattlichen Versicherung
- Beantragung/Eröffnung eines privaten Insolvenzverfahrens (Privatinsolvenz)
- Abweisung, Einstellung des Verbraucherinsolvenzverfahrens mangels Masse

#### Anfragen
Anfragen von Händlern, Kreditinstituten usw. werden mit folgenden Zusatzinformationen gespeichert:
- Name und Branche der anfragenden Stelle
- Zwecke der Anfrage (Kreditkonditionen, Prüfung der Anschrift usw.)

#### Kürzel zur Speicherung ausgewählter Merkmale in der Schufa
- GI: Girokonto
- CC: Kreditkarte
- TK: Telekommunikationskonto
- SU: Suchauftrag
- IA: Insolvenzantrag
- CA: Kreditkarte in Abwicklung
- WS: Widerspruch

Folgende Merkmale werden nicht mehr neu eingemeldet oder wurden durch andere Merkmale ersetzt:
- VB: Vollstreckungsbescheid
- ZW: Zwangsvollstreckung
- GK: Kündigung Girokonto
- SM: Scheckkartenmissbrauch
- LP: Lohnpfändung
- EV: Eidesstattliche Versicherung
- HB: Haftbefehl
- SW: Widerspruch

#### Löschung und Berichtigung der Daten
Bei der Schufa werden Informationen nur eine bestimmte Zeit gespeichert. Die Speicherfristen sind wie folgt:
- Unmittelbar nach Bekanntgabe der Beendigung / Kündigung durch das Unternehmen an die SCHUFA
  - Pfändungskonten, Basiskonten

- Nach sechs Monaten auf den Tag genau:
  - Erteilung der Restschuldbefreiung

- Nach zwölf Monaten auf den Tag genau:
  - Anfragen für Finanzprodukte (werden aber nach zehn Tagen nicht mehr weitergegeben)
- Nach drei Jahren auf den Tag genau:
  - Abgezahlte Kredite (nach dem Jahr der Rückzahlung)
  - Kreditkartenkonten (nach Beendigung der Geschäftsbeziehung)
  - Eidesstattliche Versicherungen, Haftbefehle zu eidesstattlichen Versicherungen, Angaben nach § 882c Abs. 1 Nr. 1–3 ZPO (bei Nachweis der Löschung vom Gericht auch früher)
  - Abweisung eines Verbraucherinsolvenzverfahrens oder Einstellung des Verfahrens mangels Masse
  - Versagung der Restschuldbefreiung
- Nach drei vollen Kalenderjahren (mit Ablauf des 31. Dezember des dritten Kalenderjahres):
  - Informationen zu fälligen Forderungen, außer wenn die Angelegenheit zum Beispiel durch Vollstreckungsbescheid tituliert wurde
  - Aufhebung eines Verbraucherinsolvenzverfahrens
- Nach sechs vollen Jahren:
  - Eröffnung eines Verbraucherinsolvenzverfahrens
- Nach zehn Jahren auf den Tag genau:
  - Ankündigung einer Restschuldbefreiung (oder bei Erteilung sowie Versagung der Restschuldbefreiung)

Die Schufa bietet seit einigen Jahren eine Ausnahmeregelung für kleine Forderungen an, dabei müssen folgende vier Punkte erfüllt sein:
- Die Forderung wurde erstmals nach dem 1. Juli 2012 gemeldet
- Der Betrag der Forderung ist kleiner als 2.000 Euro
- Die Forderung wurde innerhalb von sechs Wochen beglichen (wurde an die SCHUFA übermittelt)
- Es war keine titulierte Forderung (Vollstreckungsbescheid)

Ein beschleunigtes Löschen ist außerdem möglich bei einem Eintrag in das Schuldnerverzeichnis nach § 882c Abs. 1 Nr. 1 bis 3 ZPO. Dabei muss eine Kopie des Löschbescheids von dem Schuldner an die SCHUFA gesendet werden.
Sofern Einträge nicht zeitnah erfolgen – zum Beispiel nach Abbezahlung eines Kredits – oder sonst zu beanstanden sind, können Rückfragen online gestellt werden. Sollte sich die Schufa weigern, bestimmte Daten zu löschen oder zu korrigieren, kann der Ombudsmann der Schufa als Schlichter eingeschaltet werden. Der Ombudsmann führt eine neutrale Prüfung durch und entscheidet im Anschluss mit einem Schiedsspruch.

### Geschäftskunden
Die Geschäftspartner der Schufa werden in drei Kategorien unterteilt:
- A-Vertragspartner (Kreditkartenunternehmen, Kreditinstitute und Leasinggesellschaften) erhalten Positiv- und Negativmerkmale.
- B-Vertragspartner (Nicht-Banken: Handel, Versandhandel, Elektronischer Handel, Immobilienwirtschaft, Telekommunikations- und sonstige Unternehmen, die Leistungen und Lieferungen gegen Kredit gewähren) erhalten Negativmerkmale. Die Schufa erbringt darüber hinaus für andere Unternehmen, insbesondere Versicherungen, die ein berechtigtes Interesse nachweisen können, Dienstleistungen zur Risikosteuerung und Kundenbetreuung.
- F-Vertragspartner (Inkassounternehmen) erhalten Adressdaten (laut Pressestelle der Schufa aber nur von Natürlichen Personen, die bei einem Vertragsabschluss auch in die Schufa-Klausel eingewilligt hatten, also wie in allen anderen Fällen auch).

Das Internet-Auktionshaus eBay nutzt die Schufa-Daten seit März 2003 beispielsweise zur Identitätsfeststellung bei der Neueröffnung von Benutzerkonten; eine zur Abwehr von Identitätsdiebstahl geeignete Maßnahme, da eine Anmeldung mit beispielsweise aus dem Telefonbuch entnommenen Daten durch eine Verknüpfung mit dem Geburtsdatum nicht möglich ist. Zusätzlich wird die Anfrage für ein Jahr exklusiv für den Verbraucher in dessen Datensatz zu Kontrollzwecken gespeichert. Die Reemtsma sowie verschiedene Auktionshäuser und Freemail-Anbieter setzen ein Altersnachweissystem der Schufa ein.
Seit dem 1. November 2005 bietet Schufa zusätzlich ein Altersverifizierungssystem an, welches von der Kommission für Jugendmedienschutz genehmigt und anerkannt worden ist. Damit entfällt für den Bezug von Produkten, die nur an Volljährige verkauft werden dürfen (zum Beispiel hochprozentiger Alkohol oder nicht jugendfreie DVDs), das aufwändige PostIdent-Verfahren. Die Zustellung dieser Produkte erfolgt immer eigenhändig an den als erwachsen Identifizierten persönlich. Damit soll verhindert werden, dass Minderjährigen Artikel zugestellt werden, die für sie nicht erlaubt sind.
Laut Unternehmensbericht hatte die Schufa 9.000 Unternehmenskunden im Jahr 2014. Bei Kreditwirtschaft, Telekommunikation, Forderungsmanagement und der gewerblichen Immobilienwirtschaft hält die Schufa Marktanteile zwischen 80 % und fast 100 %.

### Eigenauskunft
Laut Datenschutz-Grundverordnung (DSGVO) hat jede Person das Recht auf eine Auskunft über die bei einem Unternehmen über sie gespeicherten Daten. Ebenfalls gibt es das Recht, fehlerhafte Daten korrigieren zu lassen. Im Gegensatz zum alten Bundesdatenschutzgesetz kann eine kostenlose Datenübersicht nach Art. 15 DSGVO mehrmals im Jahr angefordert werden. So bietet die Schufa Einsicht in die eigenen Daten über das Onlineportal meineschufa.de, wobei die berechnete Bonität (der Basisscore) und die Anfragen von Kreditinstituten, Händlern usw. angezeigt werden. Weitergehende Informationen sind seit etwa Mitte des Jahres 2021 kostenpflichtig.
Für die Anmeldung bei meineschufa.de verlangt die Schufa eine einmalige Anmeldegebühr, diese beträgt zur Zeit 9,95 €. Eine ausführliche schriftliche Bonitätsauskunft kann online über meineschufa.de, telefonisch oder schriftlich bestellt werden. Sie enthält zum Beispiel Angaben zu laufenden Krediten.
Sollten der beantragenden Person fehlerhafte Daten auffallen, so kann sie sich an das Servicecenter der Schufa wenden. Eine Meldung im August 2010, ein Drittel der 450.000 anfragenden Verbraucher habe bei der Schufa Fehler in den eigenen Daten gefunden, erwies sich als Falschmeldung. Zudem können einige Daten wie Anschrift, E-Mail-Adresse und Mobilrufnummer online selbst geändert werden.
Nach Erhalt der schriftlichen Kopie der gespeicherten personenbezogenen Daten, kann eine elektronische Kopie dieser Daten (nach Art. 15 DSGVO) auf elektronische-datenkopie.de abgerufen werden.

## Scoring
Die Schufa bietet ihren Vertragspartnern auch einen Score-Wert an. Das ist ein Wert, der dem jeweiligen Verbraucher zugeordnet wird und einen Schätzwert für die Wahrscheinlichkeit angibt, dass ein Kredit bedient wird. Je niedriger der Wert, desto größer schätzt die Schufa die Ausfallwahrscheinlichkeit ein. Laut Angaben der Schufa sei der Score-Wert abhängig vom Zweck, für den er angefragt wird – so erhalten beispielsweise Versicherungen andere Scorewerte als Mobilfunkanbieter. In die Score-Werte gehen unter anderem die Anzahl der Wohnungswechsel und die Anzahl der Bankkonten ein.
Das genaue Scoring-Verfahren ist unter Verschluss. Es basiert angeblich auf einem logistischen Regressionsmodell, das die Eintrittswahrscheinlichkeit eines Zufallsereignisses mit zwei möglichen Ausgängen modelliert. Für das Verfahren von 2001 wurden ca. 6,7 Mio. anonymisierte Datensätze über eine Zeit von 15 Monaten ausgewertet.
Neuerdings gibt es einen Orientierungswert. Er liegt zwischen 100 und 600, wobei niedrige Werte besser sind und 100 ein rein theoretischer Wert ist. Bei einem Insolvenzverfahren nähert sich der Wert an 600.

### Basisscore
Der Basisscore wird in der Eigenauskunft in Prozent angegeben und jeweils nach drei Monaten neu berechnet. Er liegt zwischen 0 % und 100 %, wobei hohe Werte besser sind und 100 % ein rein theoretischer Wert ist. Laut einer Studie des BMELV aus dem Jahr 2009 lag in einer Stichprobe von 100 Personen der Basisscore für Personen in einem Insolvenzverfahren typischerweise bei 5 %, bei abgeschlossenem Insolvenzverfahren mit Restschuldbefreiung bei 29 %. Bei dieser Untersuchung lag für vier Personen kein Basisscore vor, neun hatten einen Basisscore unter 89 %, 60 Personen hatten einen Basisscore zwischen 89 % und 99 % und 27 Personen hatten einen Basisscore von über 99 %.

### Branchenscore
Sogenannte Branchenscores wurden 1997 eingeführt und 2001 („Version 1.0“) sowie 2008 („Version 2.0“) überarbeitet. Danach wurden alle Branchenscores auf die Version 3.0 aktualisiert. Es gibt folgende Arten:
- Schufa-Score für Banken[28]
- Schufa-Score für Sparkassen[29]
- Schufa-Score für Genossenschaftsbanken[30]
- Schufa-Score für das Hypothekargeschäft, Version 3.0[31]
- Schufa-Score für stationären Handel[32]
- Schufa-Score für Versandhandel & eCommerce 3.0[33]
- Schufa-Score für Telekommunikation[34]
- Schufa-Score zur Prüfung von Freiberuflern 3.0[35]
- Schufa-Score zur Prüfung von Kleingewerbetreibenden 3.0[36]

Zu jedem werden folgende Angaben gemacht:
- „Scorewert“ zwischen 0 und 1.000 in der Version 1.0 bzw. zwischen 0 und 9.999 in der Version 2.0, wobei große Werte besser sind,
- „Ratingstufe“ von A bis P, wobei A die beste Stufe ist

## Auskunft
Seit 1. April 2010 können Verbraucher entsprechend § 34 Abs. 4 BDSG (alt) eine Auskunft über die historischen Wahrscheinlichkeitswerte (Schufa-Scores, die innerhalb der vergangenen 12 Monate an Schufa-Vertragspartner übermittelt wurden) erhalten sowie den aktuellen Score, der vierteljährlich neu berechnet wird. Seit Inkrafttreten der Datenschutz-Grundverordnung (DSGVO) gilt Art. 15 DSGVO als Rechtsgrundlage. Zur Erläuterung des Zustandekommens der Scorewerte werden entsprechend der gesetzlichen Vorgabe Einzelbewertungen in den sechs Datenarten „bisherige Zahlungsstörungen“, „Kreditnutzung“, „Kreditaktivität letztes Jahr“, „Länge Kredithistorie“, „Allgemeine Daten“ und „Anschriftendaten“ (meist nicht verwendet) sowie die Gesamtbedeutung des Scorewerts angegeben. Nicht angegeben wird die Rechenmethode, die zu den Scores führt. Die Auskunft ist für Verbraucher einmal pro Jahr kostenfrei.
Auch die Polizei, Steuerfahndung und die Vollstreckungsbehörden können auf die Daten der Schufa zugreifen. Für Auskunftsersuchen ist § 93 AO eine ausreichende Rechtsgrundlage.
Im Rahmen ihres B2B-Portfolios bietet die Schufa unter anderem mit den Produkten Vollauskunft, Kompaktauskunft und Kurzauskunft Informationen über die Bonität von Unternehmen an. Sie gibt sowohl über im Handelsregister eingetragene Gesellschaften, als auch über Kleingewerbetreibende und Freiberufler Auskunft.
Seit Anfang Oktober 2022 hostet die Schufa einen Online-„Simulator“, bei dem Verbraucher mit eigenen Angaben ihren bzw. einen Score hypothetisch erzeugen können.

## Anteile und Beteiligungen
Die Anteile an der Gesellschaft sind so verteilt:
- 27,2 % Genossenschaftsbanken
- 26,4 % Sparkassen-Finanzgruppe
- Rest auf Andere verteilt

Die Schufa Holding ist an folgenden Unternehmen beteiligt:
- Forteil GmbH: 100 %[43][44]
- fpn fraud prevention Network GmbH: 100 %[45]
- CS Connect GmbH & Co. KG: 50 %
- CS Connect Verwaltung GmbH: 50 %
- Bad Homburger Inkasso (BHI): 25,1 %
- ClariLab GmbH & Co. KG: 75 %[46]

## Kritik
Kritik an der Schufa kommt von Verbraucherschutzverbänden, Datenschützern und Rechtsanwälten.

### Legitimation von Anfragen
Unzulässige Gefälligkeitsabfragen von Schufa-Daten zum Beispiel durch einen bei einem Schufa-Vertragspartner beschäftigten Bekannten sind nicht zuverlässig zu verhindern. So berichtet das Unabhängige Landeszentrum für Datenschutz Schleswig-Holstein in seinem 24. Tätigkeitsbericht über einen Fall, bei dem ein Geschäftsmann letztendlich über eine Wohnungsverwaltungsgesellschaft, welche Vertragspartner der Schufa ist, unberechtigterweise Schufa-Daten erhielt.

### Scoring
Die Berechnung des Score-Wertes wird von der Schufa nicht offengelegt und ist daher für Außenstehende undurchsichtig. Bis zum Jahr 2001 ist das Einholen einer Eigenauskunft als negatives Merkmal in das Scoring eingeflossen; nach massiven Protesten stellte die Schufa diese Praxis ein. Jeder Verbraucher kann bei der Schufa die Scoreübermittlung zu seiner Person untersagen. Ob dieser Antrag negative Auswirkungen auf eine spätere Kreditentscheidung hat, ist offen. Seit Anfang 2007 ist in der Eigenauskunft (online) der eigene Basis-Score-Wert in %-Werten zu sehen und wird vierteljährlich neu berechnet.
Unter Kritik stand, dass das Einholen von Kreditangeboten als äußerst negatives Merkmal in das Scoring einfloss, wenn das Kreditinstitut bei der Schufa-Anfrage den Anfragegrund „Anfrage Kredit“ statt „Anfrage Kreditkondition“ angab. Diese Praxis ist durch die Neuregelung in § 28a Abs. 2, S. 4 BDSG inzwischen verboten: Es „wird klargestellt, dass Daten über Verhaltensweisen des Betroffenen, die (im Rahmen eines vorvertraglichen Vertrauensverhältnisses) der Herstellung von Markttransparenz dienen, auch mit Einwilligung des Betroffenen nicht zur zukünftigen Übermittlung an Auskunfteien übermittelt werden dürfen (Satz 4). In der Vergangenheit wurden nämlich zum Beispiel Anfragen von Betroffenen nach Kreditkonditionen bei verschiedenen Banken zur Informationsgewinnung gleichgesetzt mit mehrmaligen, auf einen konkreten Vertragsabschluss gerichteten Kreditanfragen, bei Auskunfteien eingemeldet und von diesen negativ bei der sogenannten Scorewertberechnung berücksichtigt. Diese Wertung widerspricht der Forderung nach Markttransparenz und dem Leitbild eines verantwortungsbewussten Kunden, der sich auf der Grundlage mehrerer vergleichbarer Angebote für oder gegen einen Vertrag entscheidet. Nach der vorgeschlagenen Neuregelung ist die Übermittlung von Daten über Anfragen nach Kreditkonditionen zur Informationsgewinnung in den Datenbestand einer Auskunftei unzulässig.“
Am 1. November 2011 wurde die Schufa Holding AG auf Klage des Wirtschaftsberaters, Schuldnerberaters und Schufakritikers Andreas Manoussos vom Landgericht Berlin dazu verurteilt, die Details der Berechnung der Kreditausfallwahrscheinlichkeit bzw. des Scoring-Verfahrens offenzulegen (LG Berlin, Urteil vom 1. November 2011 – 6 O 479/10).
In seinem Urteil vom 1. Dezember 2011 (8 O 100/11) war das Landgericht Wiesbaden der Ansicht, dass es keinen weitergehenden Auskunftsanspruch gäbe, da dem Schufas schutzwürdiges Geheimhaltungsinteresse entgegen stünde.
Auch der BGH bestätigte am 28. Januar 2014 (AZ VI ZR 156/13) ein Urteil des Landgerichts Gießen, demzufolge der Informationsumfang der Schufa-Auskunft zum Score den Anforderungen des BDSG genügt und die genaue Scoreberechnung als Geschäftsgeheimnis betrachtet werden kann. Der für die Aufsicht der in Hessen ansässigen Schufa zuständige Hessische Datenschutzbeauftragte begrüßte dieses Urteil, das die hessische Aufsichtspraxis bestätige. Durch die umfangreichen allgemeinen Informationen zu Scorewerten und die Datenarten die in den erteilten Auskünften die jeweilig verarbeiteten Daten vermitteln, sei das Scoreverfahren für Betroffene ausreichend transparent.
Bis 2016 verwendete die Schufa laut eigener Aussage „Social Scoring“ mit Informationen aus sozialen Netzwerken, zum Beispiel Facebook. Daten zur Wohngegend (Geoscoring) werden nur bei 0,3 Prozent aller Berechnungen herangezogen.
Das Oberlandesgericht Schleswig entschied am 2. Juli 2021 (AZ 17 U 15/21), dass die Schufa negative Einträge eines Schuldners nach erteilter Restschuldbefreiung bereits nach Ablauf von sechs Monaten und nicht wie bisher erst nach drei Jahren löschen muss. Die erteilte Restschuldbefreiung wird nach § 3 InsoBekV sechs Monate lang veröffentlicht, eine darüber hinaus gehende Speicherung und Verarbeitung dieser Information verstoße gegen den Datenschutz des Schuldners.
Der Europäische Gerichtshof (EuGH) urteilte am 7. Dezember 2023 über ein Vorabentscheidungsersuchen, mit dem angezweifelt wurde, ob das Scoring mit Artikel 22 der Datenschutz-Grundverordnung, der automatisierte Entscheidungen, die rechtliche Wirkung entfalten, verbietet, vereinbar ist. Die Schufa argumentierte, dass Entscheidungen nur von der jeweiligen Bank und nicht von der Schufa getroffen würden. Der EuGH entschied, dass das Schufa-Scoring zwar grundsätzlich erlaubt ist, jedoch nicht von Banken und anderen Entscheidern als alleinige, automatisierte Quelle einer Entscheidung verwendet werden darf; hierfür müsse das Scoring transparenter werden.

### Schufa-Einträge als Ursache von Wohnungslosigkeit
Die meisten Vermieter verlangen bei Abschluss eines Mietvertrags standardmäßig eine Schufa-Auskunft. Die „Bundesarbeitsgemeinschaft Wohnungslosenhilfe“ nennt in einer Pressemitteilung vom Juni 2019 negative Schufa-Einträge als eine Ursache dafür, dass bundesweit 650.000 Menschen ohne Wohnung sind: „Wohnungslose Menschen sind häufig stigmatisiert und ausgegrenzt, negative SCHUFA-Einträge machen es für wohnungslose Menschen nahezu unmöglich, wieder die Chance auf eine eigene Wohnung zu erhalten.“ Barbara Eschen, Direktorin der Diakonie Berlin-Brandenburg erklärt: „Menschen mit einem Schufa-Eintrag oder mit Mietschulden müssen wieder eine Chance auf dem Wohnungsmarkt haben. Es kann nicht sein, dass sie auf Dauer in Wohnheimen leben müssen oder gar in den niedrigschwelligen Notübernachtungen hängen bleiben.“

### Datenschutz
Angesichts der Bestrebungen des Unternehmens, sich neue Geschäftsfelder im Bereich Wohnungswirtschaft, Versicherungswirtschaft und Inkassounternehmen zu erschließen, warnten der Bundesbeauftragte für den Datenschutz und einige Landesbeauftragte für den Datenschutz in einer gemeinsamen Presseerklärung (15. Mai 2003) vor einer Entwicklung der Schufa zu einer privatwirtschaftlich organisierten Zentraldatei. Laut Presseerklärung führt jede weitere Datenquelle „zu einem detaillierteren Persönlichkeitsprofil des betroffenen Menschen.“ Der gläserne Bürger würde damit Realität.

### Missbrauch
Es wurden zahlreiche Fälle bekannt, bei denen zum Beispiel Telekommunikations-Unternehmen ihren Kunden mit einem Schufa-Eintrag drohten und diesen dann vornahmen, wenn diese Kunden wegen ausbleibender Leistungen den Vertrag kündigten. Bei widersprochenen Forderungen durfte zwar gemäß § 28a Abs. 1, S. 1 Ziff. 4 lit. d) BDSG a.F. (im Rahmen der Einführung der DS-GVO ersatzlos gestrichen) keine Datenübermittlung und auch nach den Schufa-Richtlinien kein Eintrag erfolgen, die Schufa prüft dies aber nicht selbst. Weist der Betroffene, vorzugsweise über einen Anwalt, der Schufa den erfolgten Widerspruch nach, dann löscht das Unternehmen den Eintrag zwar – der Rufschaden bleibt aber ggf. bestehen. Strafanzeigen gegen das meldende Unternehmen wegen Verleumdung nach § 187 StGB werden von den Staatsanwaltschaften regelmäßig eingestellt mit der Begründung, der Verursacher – die einzelne Person in dem Unternehmen – sei kaum zu ermitteln. Der Forderung, dass die Schufa auch gegenüber den meldenden Unternehmen ein Qualitätsmanagement betreiben möge, ist sie bisher nicht nachgekommen.

### Fehlerhafte Daten
Das Bundesverbraucherschutzministerium hat 2009 eine Studie über die Fehlerquoten verschiedener Auskunfteien erstellt und festgestellt, dass die Schufa eine sehr hohe Fehlerquote hat. Die Stiftung Warentest hat für ihre Zeitschrift Finanztest schon 2003 eine Untersuchung durchgeführt und herausgefunden, dass sehr viele Daten (69 %) unvollständig, veraltet oder falsch waren. 2010 kam die Stiftung nach einer eigenen Stichprobe zu dem Ergebnis, dass 1 % der Schufa-Daten falsch seien, 8 % veraltet und bei 28 % Daten fehlten. Die Schufa räumte 2012 ein, dass das Geschäftsmodell der Schufa auf dem Gegenseitigkeitsprinzip basiere, sodass Schufa Vertragspartner laut Vertrag aktualisierte Daten der Schufa melden sollten.
Laut dem von der Schufa selbst herausgegebenen Schufa-Kredit-Kompass lagen 2018 zu 90,6 Prozent der Verbraucher nur positive Informationen vor. Dies ist jedoch von keiner unabhängigen dritten Stelle bestätigt worden.

### Internet-Recherchen
Am 5. Juni 2012 gab die Schufa AG bekannt, dass sie zusammen mit dem Hasso-Plattner-Institut private und berufliche soziale Netzwerke, insbesondere Facebook, und andere Onlinedienste als Quelle zur Beurteilung der Kreditwürdigkeit von Verbrauchern erforschen wollte. Dieses Vorgehen wurde von Verbraucherschützern und von der Politik wegen der Grenzüberschreitung bei der Erfassung und Sammlung geschützter persönlicher Daten kritisiert. Aufgrund der umfangreichen Kritik kündigte das Hasso-Plattner-Institut den Vertrag am 8. Juni 2012.

### CheckNow
CheckNow war ein von der Schufa entwickeltes Verfahren, mit dem sie sich Zugriff auf die Kontoauszüge möglicher Schuldner verschaffte. Seit 2021 wird das Projekt nicht mehr weiterverfolgt.

## Trivia
Im Jahre 2018 gründeten die Organisationen AlgorithmWatch und Open Knowledge Foundation Deutschland die Initiative „OpenSCHUFA“, um mithilfe von Daten privater Personen und Reverse Engineering Schufa-Algorithmen zu entschlüsseln.
Der Schufa-Mitbewerber Arvato ist Teil des Bertelsmann-Konzerns. Die Bertelsmann Stiftung ist einer der finanziellen Unterstützer der Organisation AlgorithmWatch, die das Projekt OpenSchufa mitverantwortet. Spiegel Online und der Bayerische Rundfunk werteten den Datensatz der Organisationen aus und berichteten unter anderem, dass auch Personen schlechte Scores bei der Schufa hätten, die keine Negativmerkmale wie Zahlungsausfall aufwiesen. Das Alter, Geschlecht und die Anzahl der Umzüge wirkten sich auf den Score aus. Junge Männer seien häufig schlechtergestellt.